# Guilty (singel)
Guilty (Winny) – 31 singel Milk Inc. nagrany z Lindą Mertens. Guilty miał być 5 singlem z albumu Forever, jednak po trzykrotnym przełożeniu daty został wycofany. Został wydany jedynie jako singiel cyfrowy dla Kanady.

## Teledysk
Nie został nakręcony. Istnieje jedynie zapis z koncertu "Milk inc. - Forever Live At Sportpaleis".

## Listy utworów i wersje
Guilty (Signiel cyfrowy dla Kanady)
(22.12.2009)
1. "Guilty (Matt R. Remix) 7:03
2. "Guilty (Trancephonic Short Remix) 3:18
3. "Guilty (Sjors van Dimms Remix) 6:35
4. "Guilty (Hau5 of Guilt Remix) 6:31
5. "Guilty (DJ D!sC Club Remix) 3:43
6. "Guilty (A.T.P. Remix) 3:48
7. "Guilty (Wild Ace Club Mix) 6:22
8. "Guilty (Live Version) 3:52
9. "Guilty (Wild Ace Radio Mix) 3:38
10. "Guilty (Radio Edit) 3:13